# Sírfelirat

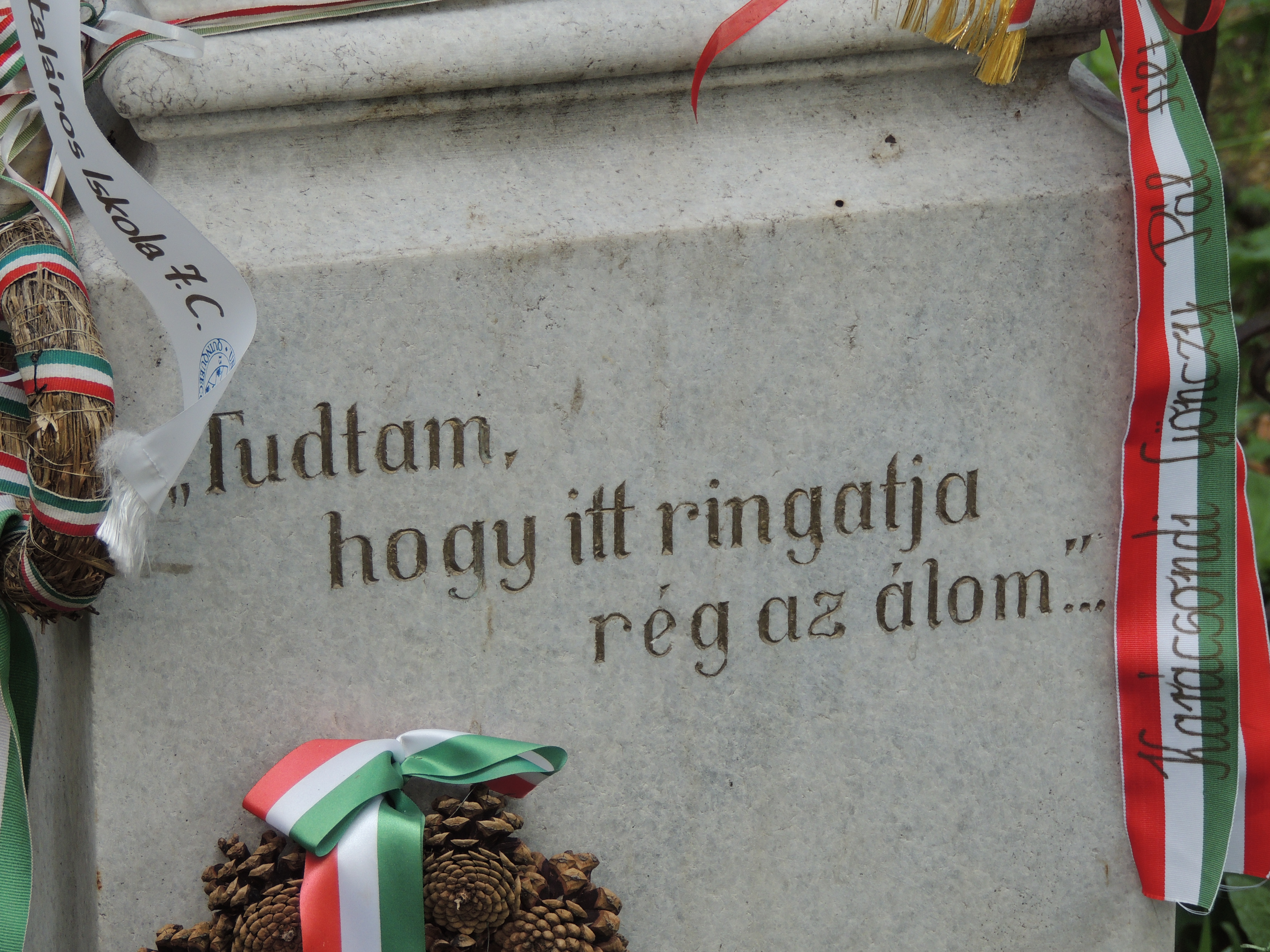
Aletta van der Maet, Apáczai Csere János feleségének sírfelirata a kolozsvári Házsongárdi temetőben – idézet Áprily Lajos Tavasz a Házsongárdi temetőben című verséből

A sírfelirat az a szöveg, amely az elhunyt(ak) nevén és születési, halálozási adatain kívül még valami személyeset mond az elhunytról vagy családtagjairól.
Lehet jelmondat vagy mottó, de vannak sírversek is. Az előbbiek a hátramaradottak üzenetei vagy ígéretei az elhunytnak, az utóbbiak esetleg az elhunyt szavai.
Domborműves, illetve festett képes változata az epitáfium; a két kategória átmenete folyamatos. 

## Ókori sírversek
A talán leghíresebb ókori sírvers Szimónidész epigrammája a Thermopülainál elesett spártai katonák emlékére:
„Itt fekszünk, vándor, vidd hírül a spártaiaknak,

Megcselekedtük, amit megkövetelt a haza.”

## Gyakori feliratelemek
- R.I.P

Rövidítés, jelentése: Requiescat in pace (latin: nyugodjék békében). Angol nyelvterületen is elterjedt, ott: Rest in Peace).
- A.B.F.R.A.

Rövidítés, jelentése: A boldog feltámadás reménye alatt. Református sírokon jellemző.

## Újkori sírversek
Sírversnek számítanak az elhunytak sírján, síremlékén szereplő sírfeliratok közül – a többnyire keresetlen, ironikus rigmusok, tréfás, a halott jellemére utaló rímfaragványok, amilyeneket a magyar néprajz is ismer.
Sok sírverset írtak még életükben a költők, akik többnyire nárcisztikus személyek, és inkább saját magukat siratják, mintsem szeretteiknek üzennek.
"TRÉFÁS" SÍRVERSEK
„MINDIG ÚTJELZÉST KERESTEM, 

A KERESZTRE MOST RÁLELTEM 

DE SÖTÉT VAN, SZÍNT NEM LÁTOK, 

HISZ' ALÓLA KANDIKÁLOK.” 

„ITT NYUGSZOM ÉN, MÉLA BÉLA 

TÚRA VOLT ÉLETEM CÉLJA 

DE NEM TALÁLTAM, HOL VAN HUTA,

TÚRÁN ÜTÖTT MEG A GUTA.” 

„ITT NYUGSZOM ÉN

NÉZED MOST TE;

NÉZNÉM MOST ÉN

NYUGODNÁL TE.”
Láthatóan a műfaj nem őszinte, vagyis egyáltalán nem biztos, hogy ezek a versek fel is kerülnek a sírokra felirat formájában, de valószínűleg szórakoztatják íróikat, akárcsak a limerickek.
Angolból:
„Here lies the body of poor Wiliam Gray,

Who did not want to give his right of way,

He held it long and held it strong,

But he is just as dead, as if he had been wrong.

Itt nyugszik a teste szegény William Graynek,

Aki nem adott elsőbbséget más tengerésznek,

Védte a körmével, védte a fogával,

Azt őrzi most is vigyorgó pofával.”

## Irodalmi vonatkozások
Ha szűk keretek közt is, de a műfaj lehetőséget ad szépirodalmi nívójú, filozofikus alkotások létrehozására. Rejtő Jenő életének utolsó évében, 1942-ben írott Sír (a) felirat c. keserű számvetése a nyelvi játékosság révén egyfelől parodizálja a komoly sírfeliratok komorságát, másfelől a 2. világháború idején, jogfosztott állampolgárként, költői eszközökkel ad látleletet elboruló kedélyállapotáról. A sorssal való szembenézés, a megsejtett méltatlan pusztulás tömör kifejezése.
Az először 1967-ben nyomtatásban közreadott szöveget több ponton megváltoztatták, alapvető, az értelmezést elferdítő beavatkozásokkal. Íme az eredeti, helyreállított textus. (Bővebben lásd Thuróczy Gergely eszmefuttatását.)
Sír (a) felirat
```
Ki itt nyugtalankodik csendesen
Író volt és elköltözött az élők sorába.
Halt 36 évig, élt egy pár napot,
Nem gondolkozott és nem álmodott
És ha kinevették: azt hitte, hogy kacagtatott.
Most itt fekszik e nehéz
Temetői lant alatt,
Zöld koponyáján kiüt a csíra.
És azt álmodja, hogy él.
Béke hangjaira.

```